# El sartorio
El Sartorio (с исп. — «портняжная мышца») — название самого раннего из сохранившихся порнографических фильмов. Был снят в Аргентине в 1907 году и, возможно, является первым, где были использованы экстремально крупные планы.

## Сюжет
Несколько молодых женщин развлекаются на природе. Далее появляется дьявол и силой принуждает одну из женщин к оральному сексу с ним. Затем остальные женщины возвращаются и прогоняют дьявола.